# Ртищево-Восточное

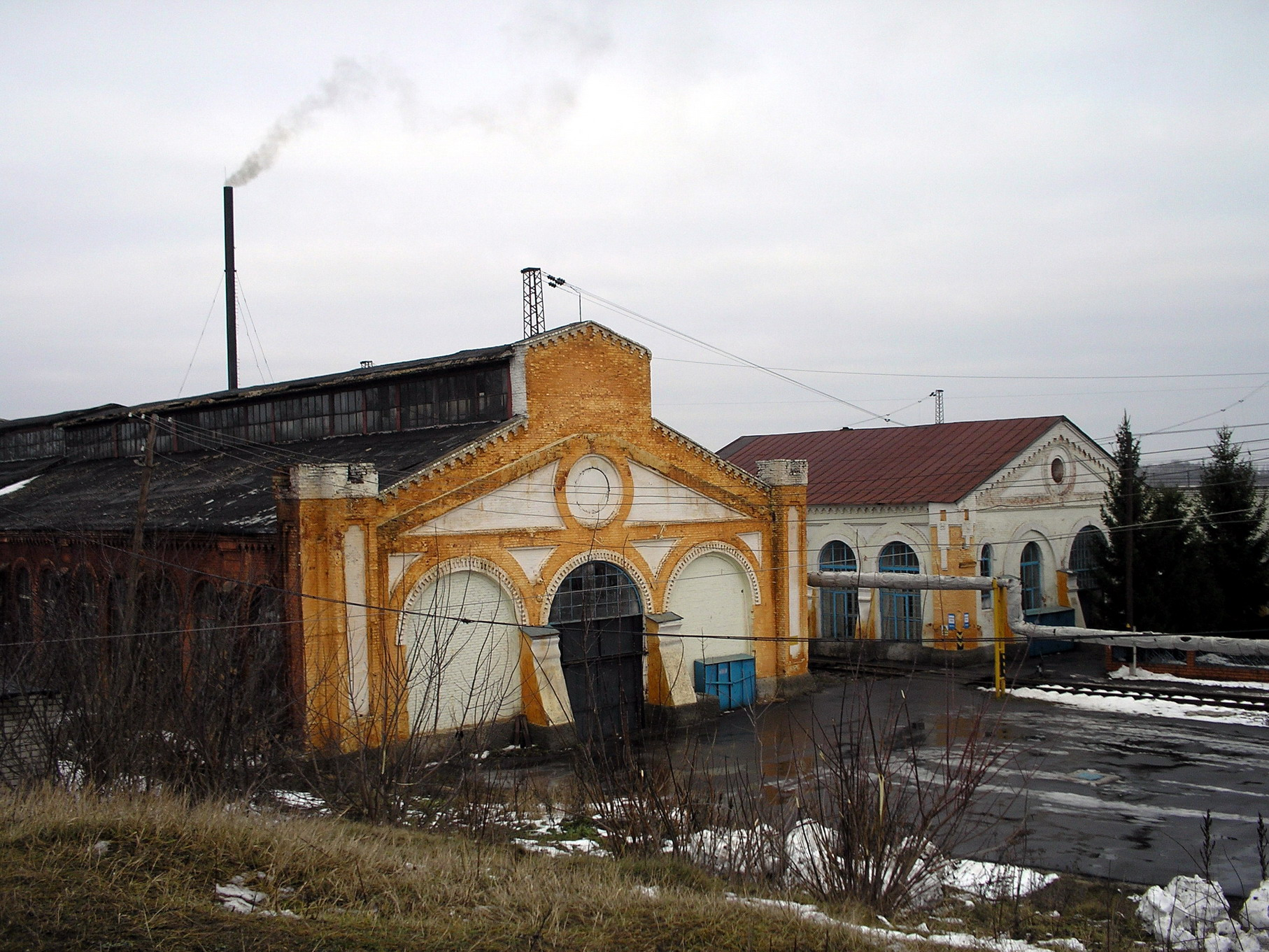
Паровозное депо Ртищево (1871 года постройки)

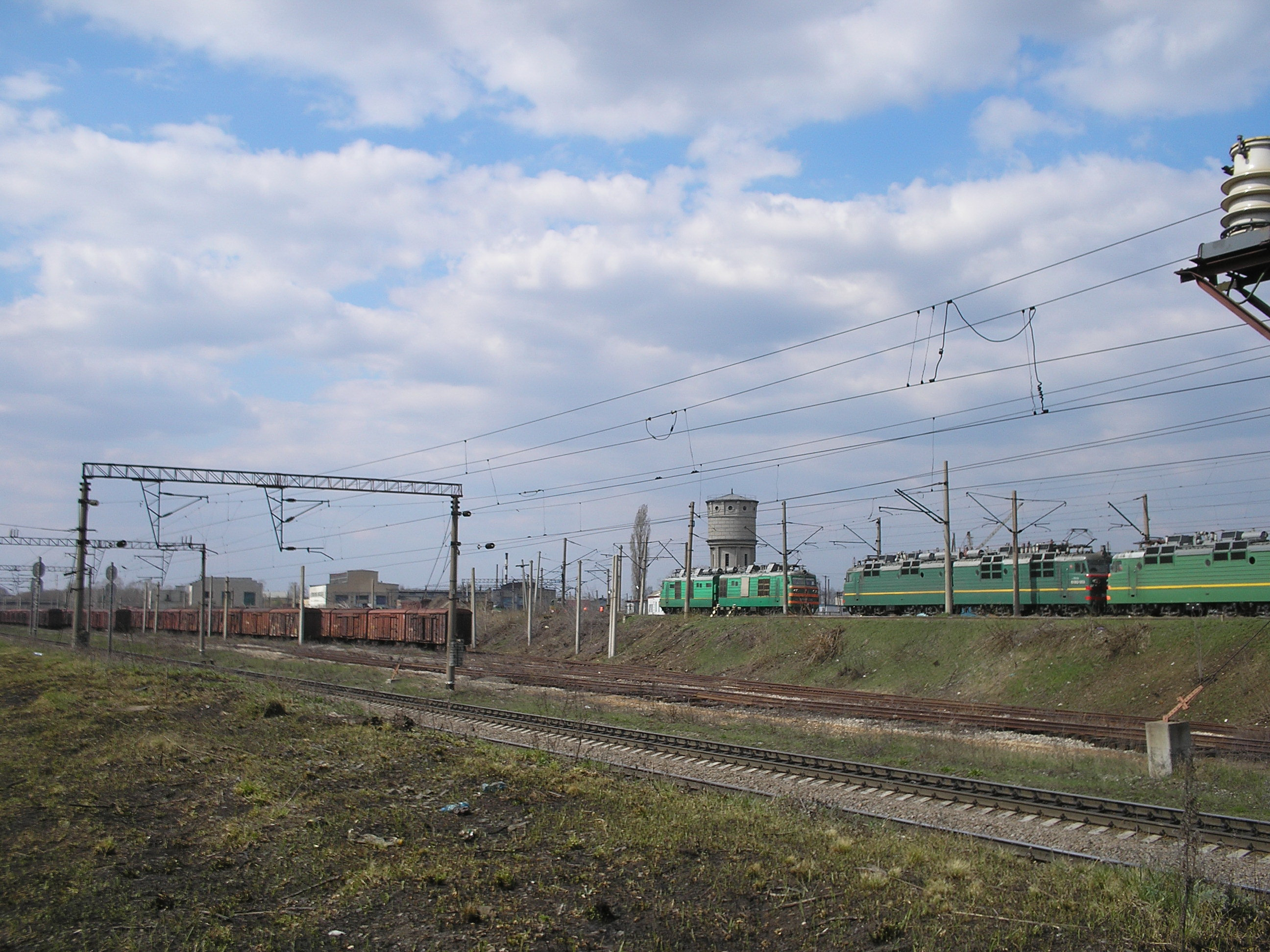
Электровозы на тракционных путях депо

Эксплуатационное локомотивное депо Ртищево-Восточное — предприятие железнодорожного транспорта в городе Ртищево.
Депо занимается ремонтом и эксплуатацией тягового подвижного состава.

## История депо
Депо было открыто 29 января 1871 года. Построено оно было при прокладке главной линии Тамбово-Саратовской железной дороги. Первый рейс из Кирсанова до Ртищево, а затем и в Саратов выполнил паровозный машинист Илларион Васильевич Васильев. С Саратовской стороны поезда поступали на станцию Ртищево под управлением паровозов депо Аткарск, а позднее депо Саратов. В направлении Тамбова поезда вели паровозы депо Ртищево до станции Кирсанов, где передавали локомотивам депо Тамбов. В 1895 году открылось движение по линии Пенза — Балашов и депо стало обслуживать эти плечи.
1 января 1938 года было построено паровозное депо на станции Ртищево-2. Депо на тот момент существовали независимо друг от друга.
В 1956 году в депо начали поступать первые тепловозы ТЭ3, линия Пенза — Поворино, как наиболее грузонапряжённая, с 1957 года переводится полностью на тепловозную тягу.
В 1960 году локомотивные депо на станциях Ртищево-1 и Ртищево-2 были объединены.
15 июня 1965 года в депо Ртищево поступил первый электровоз ВЛ60, тогда ещё на ртутных выпрямителях (игнитронах). С февраля 1967 года в депо начали поступать электровозы ВЛ80к.

## Тяговые плечи
- Ртищево II — Кочетовка I (266 км)
- Ртищево II — Пенза III (155 км)
- Ртищево II — Поворино (196 км)[3]
- Ртищево II - Анисовка (Озинки) (с 2020 года) (227 км).

## Подвижной состав
Ранее к депо были приписаны паровозы серии ФД.

## Знаменитые люди депо
- Ф. Фатин — кавалер ордена Ленина и ордена Трудового Красного Знамени[1]
- Виктор Алексеевич Матвеев — лауреат Государственной премии СССР (1988)[1]
- Александр Николаевич Мещеряков — Герой Социалистического Труда (1959)[1]
- Александр Николаевич Сапрыкин — Герой Социалистического Труда[4]